# Douglas (illa de Man)
Douglas (o Doolish en manx) és la capital de l'Illa de Man i n'és la ciutat més gran, amb més de 25.000 habitants.